# Зехер Чаддикім
«Зехер Чаддикім» (дав.-євр. זכר צדיקים) — караїмське історичне дослідження єврейською мовою написане Мордехаєм Султанським в 1838 році.

## Назва й історія рукопису
Назва книжки «Zecher Chaddykim», а з давньоєврейської мови (זכר צזיקים או קצור אגדה) «Зехер Чаддикім» перекладається як «Пам'ять праведників або коротка оповідь». Завдяки старанням польської караїмської громади та Самуїла Авраамовича Познанського, через майже сто років, у Варшаві в 1920 році було надруковано книжечку «Zecher Chaddykim», рукопис якої зберігався у Великій синагозі Варшави.

## Зміст
Переїхавши до Криму і спізнавшись з караїмським сподвижником Фірковичем, Мордехай Султанський утвердився в своїх здогадках та знаннях щодо існування караїмів від давніх часів. Тож написав свій рукопис, який став практичним дослідженням історії караїмів, які він знав і збирав, а потім переніс із усної форми у письмовий варіант, склавши свої «54 короткі оповіді»:
- 1 - 32 глави — оповідь про відмінності караїмів від раввиністів, виведена ще від часів історії поділу ізраїльтян на караїмів і раввинів-талмудистів, також читач дізнається про виникнення караїмських громад на Близькому Сході.
- 33 - 39 глави — оповідь про появу караїмських громад у Криму;
- 40 - 54 глави — оповідь про розселення караїмів у Європі, зокрема в тодішній Речі Посполитій (саме в Литві та Західній Україні).

## Видання і переклади
Першим хто намагався опублікувати караїмський поетичний раритет був караїмознавець Гумуш Давид у своєму історичному дослідженні, якого так і не опублікував. Хоча саму пісню-оповідь про загибель фортеці Мангуп він повністю опрацював.

## Суть і наслідки твору
Своєю роботою Султанський ще більше загострив полеміку щодо відмінності караїмів та талмудистів і, приставши на сторону Фірковича, він вирізняє правовірність караїмів над їх опонентами. Праця головного газзана Чуфут-Кале мала великий розголос серед караїмів та інших впливових верств Криму, формуючи їх загальну думку та сприйняття цієї національної меншини, чого й добивався автор (вказуючи у своїй передмові):
|  | У наш час Творець, благословенний Він, пробудив дух багатьох вчених з народів землі до вивчення різних наук. І стали вони досліджувати події минулого, що відбувалися в кожному народі, і вирушили мандрувати по землі, щоб побачити все на власні очі і отримати знання з перших рук. Через наше місто Бахчисарай проїжджали знатні і відомі люди з різних країн, з Франції, Німеччини, Англії та ін. , І особливо з країни Государя нашого великого Імператора Російського, та піднесеться слава його, поважні й шановані люди з Петербурга і Москви та інших великих міст. Коли їм ставало відомо про те, що недалеко від Бахчисарая є скеля Кале, на якій відокремлено від решти живуть одні тільки караїми, то у них виникало благий намір піти подивитися на нас. Бажаючи якомога більше дізнатися про нас, вони відвідували наш дім молитви і гостювали в одному з наших будинків, де ми їх пригощали, як могли. Розмовляючи з нами, вони ставили запитання про караїмів, кажучи: «Хто такі караїми? Звідки і за яких обставин прийшли сюди? Скільки років пройшло з тих пір як вони тут оселилися? У яких ще країнах живуть караїми? Коли з'явилася релігія караїмів, і які її основи? Що означає ім'я караїмів і що означає ім'я раввіністів? Які основи релігії раввіністів? Чому караїми відділилися від раввіністів і в який час це сталося? »І так далі. Ми відповідали їм те, що знали, але ж слова, вимовлені устами, несуться вітром і зникають. Тому вирішив я записати в книгу оповідання, в якому будуть коротко дані відповіді на всі питання про караїмів і раввіністів, від виникнення і до наших днів, щоб всякий цікавиться караїмами зміг скласти про них повне уявлення. |